# 隋绳武
隋绳武（1941年—），山东寿光人，中国人民武裝警察部隊将领，中国人民武装警察部队中将。
1997年，授予武警中将警衔，曾任武警部队副政治委员 、福建省军区政委、第九届、第十届全国人大代表等。